# Selfrid Johansson
Selfrid Fritiof Johansson (ur. 12 marca 1907 w Sztokholmie, zm. 26 lipca 1976 tamże) – szwedzki bokser, medalista mistrzostw Europy.
W Mistrzostwach Europy 1925 w Sztokholmie zdobył złoty medal pokonując w finale wagi lekkiej Signallera Vineya z Anglii.
W roku 1928 wziął udział w Igrzyskach Olimpijskich 1928 w Amsterdamie gdzie w 1/16 w kategorii półśredniej przegrał walkę przez KO w 2 rundzie z późniejszym złotym medalistą Tedem Morganem z Nowej Zelandii.